# Henry (Dakota du Sud)
Pour les articles homonymes, voir Henry.
Henry est une municipalité américaine située dans le comté de Codington, dans l'État du Dakota du Sud.
La localité doit son nom à J. E. Henry, propriétaire des terres sur lesquelles elle fut fondée en 1882.

## Démographie
| 1890 | 1900 | 1910 | 1920 | 1930 | 1940 |
| ---- | ---- | ---- | ---- | ---- | ---- |
| 194  | 191  | 441  | 418  | 358  | 322  |

| 1950 | 1960 | 1970 | 1980 | 1990 | 2000 |
| ---- | ---- | ---- | ---- | ---- | ---- |
| 323  | 276  | 182  | 217  | 215  | 268  |

| 2010 | - | - | - | - | - |
| ---- | - | - | - | - | - |
| 267  | - | - | - | - | - |

Selon le recensement de 2010, Henry compte 267 habitants. La municipalité s'étend sur 1,45 milles carrés (3,76 km2).